# Macrobrachium catonium
Macrobrachium catonium is een garnalensoort uit de familie van de Palaemonidae. De wetenschappelijke naam van de soort is voor het eerst geldig gepubliceerd in 1995 door H.H.III Hobbs & H.H.Jr. Hobbs.